# Kyholm
Kyholm is een onbewoond eilandje in het Kattegat, gesitueerd tussen Samsø en Vejrø. In de periode tussen 1801 en 1814 werd het militair versterkt, teneinde samen met de kanonnen op Besser Rev en op de Lilleør een controle van de uit het noorden komende scheepvaart in de Grote Belt te kunnen uitoefenen.
Van 1830 tot 1857 functioneerde Kyholm als quarantainestation voor schepen wier bemanning met epidemieën te maken hadden gekregen. Op Kyholm bevindt zich de eenzaamste begraafplaats van Denemarken; de laatste die hier begraven werd, was de zoon van scheepscommandant Krüger.
Het eiland is het hele jaar door vrij toegankelijk; er worden geregeld excursies naar Kyholm georganiseerd, en men mag het ook zelf bezoeken. Wie er verblijft, heeft doorgaans het hele eiland voor zichzelf.